# Szabadság Fája

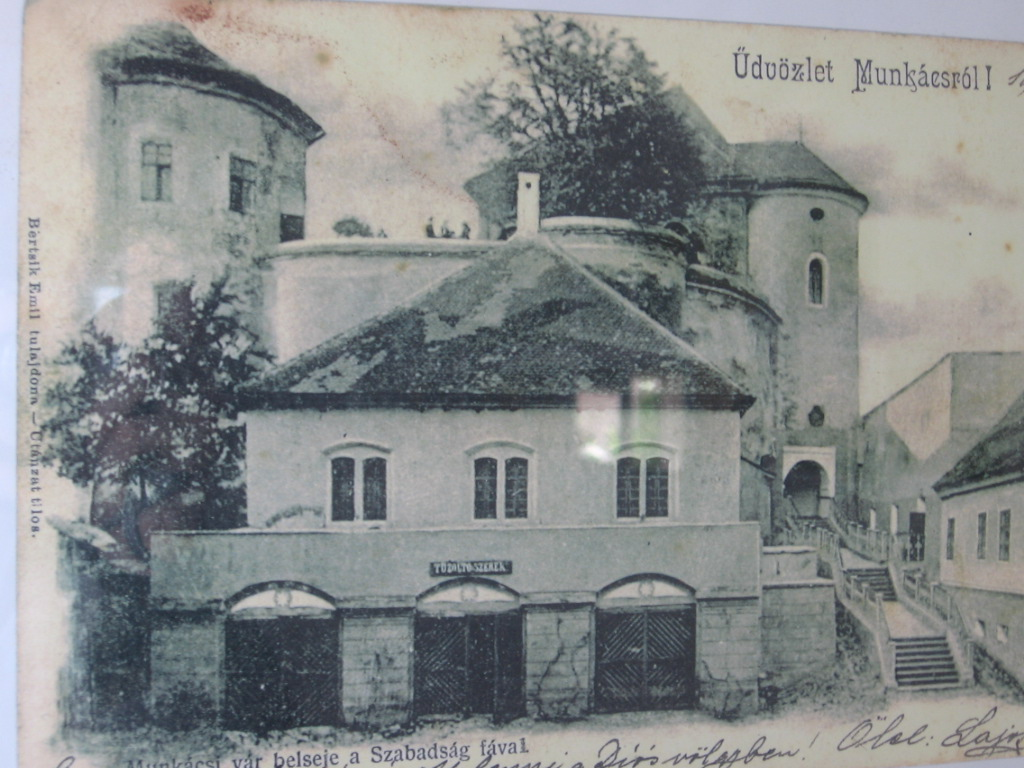
A munkácsi vár a Szabadság Fájával a 20. század elején

A Szabadság Fája nevet az a hársfa viselte, amely a munkácsi vár fellegvárában állt 1848-1961 között.
A szabadságharc idején, 1848. május 2-án a munkácsi várbörtönből a foglyokat kiszabadították, a várat honvédőrség vette birtokba. Ekkor a fellegvár középső körbástyáján elültetnek egy hársfát, melyet később a Szabadság Fájának neveztek el. (A bástya napjainkban a Szabadság Fájának bástyája nevet viseli) Hosszú ideig háborítatlanul átvészelte a vár 20. századi különböző sorfordulóit.  
Sajnos 1961. július 21-én egy vihar kidöntötte az akkor már több mint 100 éves, hatalmasra nőtt hársfát.